# Letteratura cornica moderna

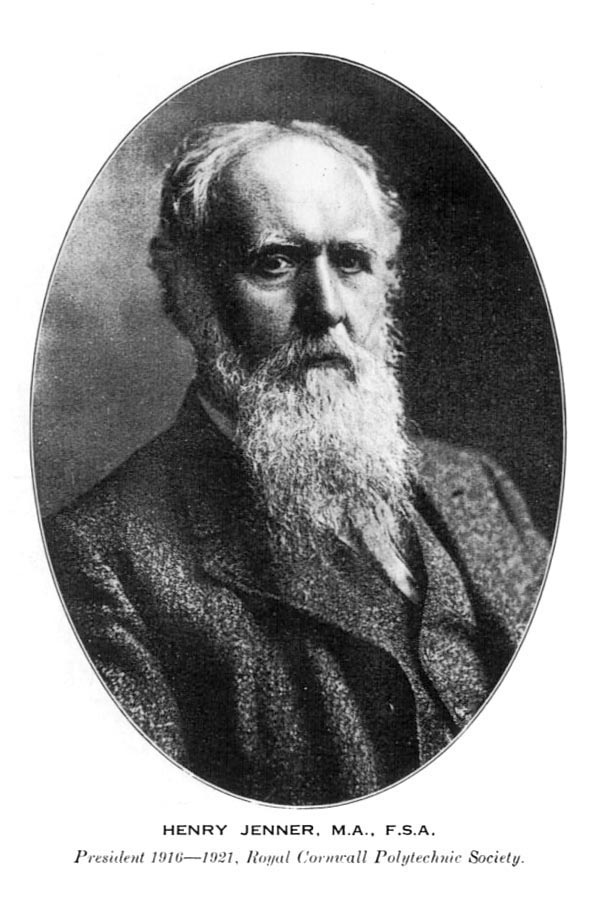
Henry Jenner, il padre della rinascita della lingua cornica.

La letteratura cornica moderna è la letteratura scritta in lingua cornica, ovvero la lingua celtica della Cornovaglia, nel periodo della sua rivitalizzazione: iniziato tra la fine del XIX secolo e l'inizio del XX, cioè circa un secolo dopo la sua estinzione; e tuttora in corso ad opera di scrittori appassionati che stanno riportando la lingua in vita. 

## Storia

### Gli albori
Al di là delle opere scritte da ricercatori, che cercarono di raccogliere quanto possibile dalla voce degli ultimi parlanti nativi o comunque fluenti o da chiunque avesse ereditato dalla propria famiglia preghiere, poesie, canzoni, filastrocche, o singole parole, sembra che le prime opere realizzate con intenzioni artistiche dopo l'estinzione della lingua siano state due poesie scritte nel 1865 dall'erudito poliglotta tedesco Georg Sauerwein. In seguito John Hobson Matthews, a cui dobbiamo il ritrovamento dell'ultimo reperto conosciuto in cornico tradizionale (La canzone Cranken Rhyme), scrisse diverse poesie di suo pugno, come Can Wlascar Agam Mamvro (Canzone patriottica della nostra Terra Madre). Robert Morton Nance (Mordon, Onda marina), allievo di Henry Jenner (Gwas Myghal, Il servitore di Michele), e anche lui pioniere della rinascita della lingua, creò parecchi versi, come Nyns Yu Marow Myghtern Arthur (Il re Artù non è morto) che tratta il tema, molto popolare in Cornovaglia e nel mondo, della leggendaria immortalità di Re Artù. L'opera di Matthews e di Nance ha un carattere specificatamente revivalista.

### Il primo periodo
Questi sforzi furono seguiti nel primo XX secolo soprattutto da opere in poesia, pubblicate in genere in un limitato numero di copie da entusiasti spesso non residenti in Cornovaglia, e con scarse opportunità d'incontrarsi tra di loro. Il contributo di questi per il movimento linguistico e letterario che sarebbe seguito non fu loro sufficientemente riconosciuto per decenni. I principali scrittori di questo periodo furono alcuni allievi di R. Morton Nance, soprattutto Edward Chirgwin e Arthur S.D. Smith (Caradar, 1883-1950), la cui traduzione del poema epico Trystan hag Ysolt (Tristano e Isotta, 1950) è tuttora tra le opere più apprezzate di questa letteratura. Infine non va dimenticato Ralph St. Vincent (R.S.V.) Allin-Collins (Hal Wyn, 1878-1948), autore di Some Short Stories in the Cornish Language (Alcuni racconti in lingua cornica), seguito da Cornish Grammar, and Supplement to "Some Short Stories in the Cornish Language" (Grammatica cornica, e supplemento ad "Alcuni racconti in lingua cornica") (James Lanham, St. Ives, 1927).

### I continuatori
- Peggy Pollard (Arlodhes Ywerdhon, 1903-1996), che compose la commedia Beunans Alysaryn (1941) sul modello delle sacre rappresentazioni del XVII secolo, relativa alle vite dei Santi celtici.
- Wilfred Bennetto (Abransek, 1902-1994) che scrisse il primo romanzo in cornico An Gurun Wosek a Geltia (La corona sanguinaria del Paese celtico, 1984).
- Ernest Retallack Hooper (Talek, 1906-1998) che pubblicò una traduzione dei Vangeli di Marco (1960) e Luca (1989).
- Kaspar Hocking (1913-?), traduttore de Il giro del mondo in 80 giorni di Jules Verne[1].
- John Richards (Jowann Richards, 1926-2005)

### Gli scrittori contemporanei
- Vanessa Beeman, (Benenen, "Ape", 1944-2020), nata Hocking, figlia del succitato Kaspar Hocking, traduttrice in cornico (An Ki a Gerdhas bys dhe Loundres)[2] del racconto The Dog Who Walked to London (Il cane che camminò fino a Londra) di Ann Trevenen Jenkin[3].
- Wella Brown, autore delle più esaurienti grammatiche in cornico unificato e in cornico comune, e della collezione di racconti An Koes a Ven ha Hwedhlow Eraill (La foresta pietrificata e altri racconti)[4].
- José Calvete (Mab Breogan, "Il figlio di Breogán"), nato nei Paesi Baschi in Spagna.
- Ray Chubb, traduttore di Canto di Natale di Charles Dickens, e curatore della più recente traduzione della biografia medievale Bewnans Meryasek (La vita di S. Meriadec).
- Ray Edwards (Map Mercya), traduttore di Le avventure di Alice nel Paese delle Meraviglie di Lewis Carroll[5], e curatore editoriale di ristampe di letteratura cornica medievale.
- Elizabeth Freeborn, cantautrice.
- Richard Gendall, (Gelvynak, 1924-2017), autore di metodi, grammatiche e dizionari per l'apprendimento del cornico, poesie e testi per la cantante Brenda Wootton (Gwylan Gwavas, "Il gabbiano di Newlyn", 1928-1994).
- Ken George (Profus an Mortyd, "Colui che predice le maree").
- Steve Harris.
- Pol Hodge.
- Julyan Holmes (n. 1948), che ha "ritradotto" in cornico, oltre che in inglese, il poema latino originario della Cornovaglia Prophetia Merlini (La profezia di Merlino) del teologo del XII secolo Johannes Cornubiensis (Giovanni di Cornovaglia)[6].
- Rod Lyon (Tewennow, n. 1936), traduttore de L'isola del tesoro di Robert Louis Stevenson (Enys Tresor, 1984).
- William Morris (Aldreyn, n. 1937).
- Mick Paynter (Skogynn Pryf, n. 1948), autore tra l'altro della raccolta di poesie A Worm's Folly. Poems in Cornish (La follia di un verme. Poesie in Cornico)[7].
- Graham Sandercock (Gwas Conoc, n. 1943).
- Gwenno Saunders, (Gwenno, n. 1981), figlia di Tim Saunders, cantautrice in gallese[8] e in cornico[9][10].
- Tim Saunders (n. 1952), poeta[11][12][13] e curatore editoriale di ottime antologie[14].
- Tony Snell (Gwas Kevardhu, "L'uomo di dicembre", n. 1938)[15].
- Jim Wearne (Canor Gwanethyr, "Il Cantante delle Praterie"), nato negli USA (n. 1950).
- Nicholas J.A. Williams (Golvan, "Passero", n. 1942), tra i massimi esperti di linguistica celtica, traduttore di molti libri dall'inglese al cornico per l'editore irlandese "Evertype", ed il primo ad avere pubblicato una Bibbia completa in cornico[16].

#### Cornish Bible Translation Project
Una seconda versione completa della Bibbia, successiva a quella di N.J.A. Williams, ma questa volta nello stile chiamato "Cornico comune", è stata ultimata nel 2017 quale completamento del "Cornish Bible Translation Project" (Progetto di traduzione della Bibbia in cornico). Di quest'ultima è in preparazione una versione scritta nell'ortografia detta "Standard Written Form" (Forma scritta standard).

## Galleria d'immagini

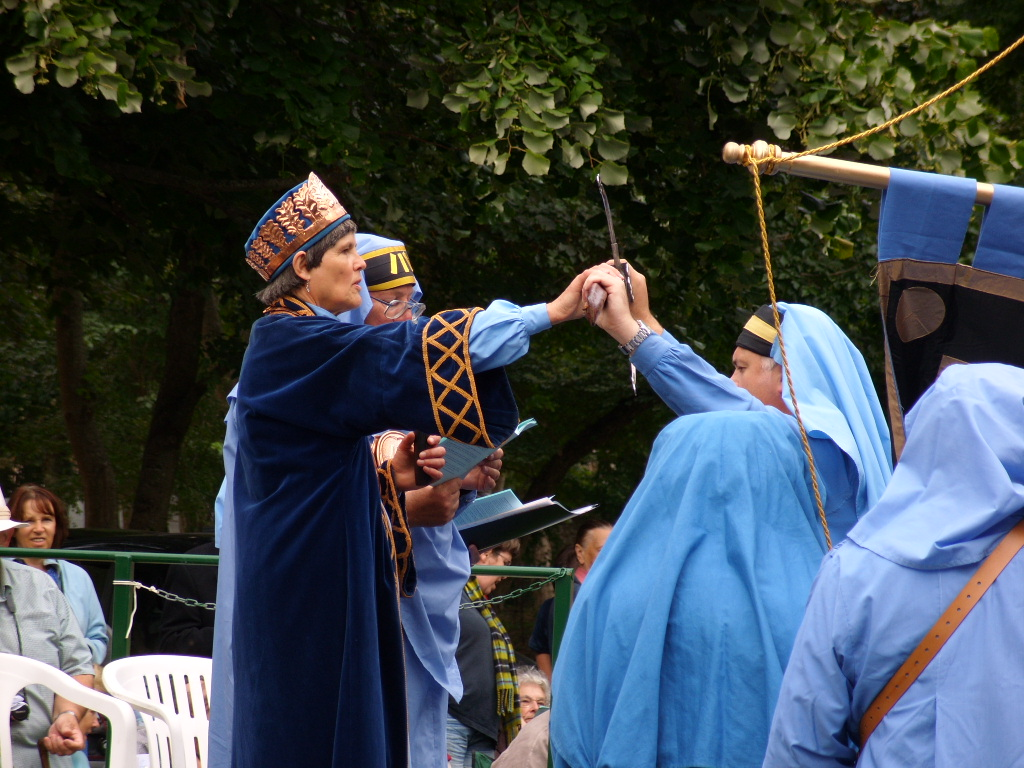
Vanessa Beeman (Benenen) presiede la "Cerimonia della Spada" al festival "Gorseth Kernow" di Penzance (2007).
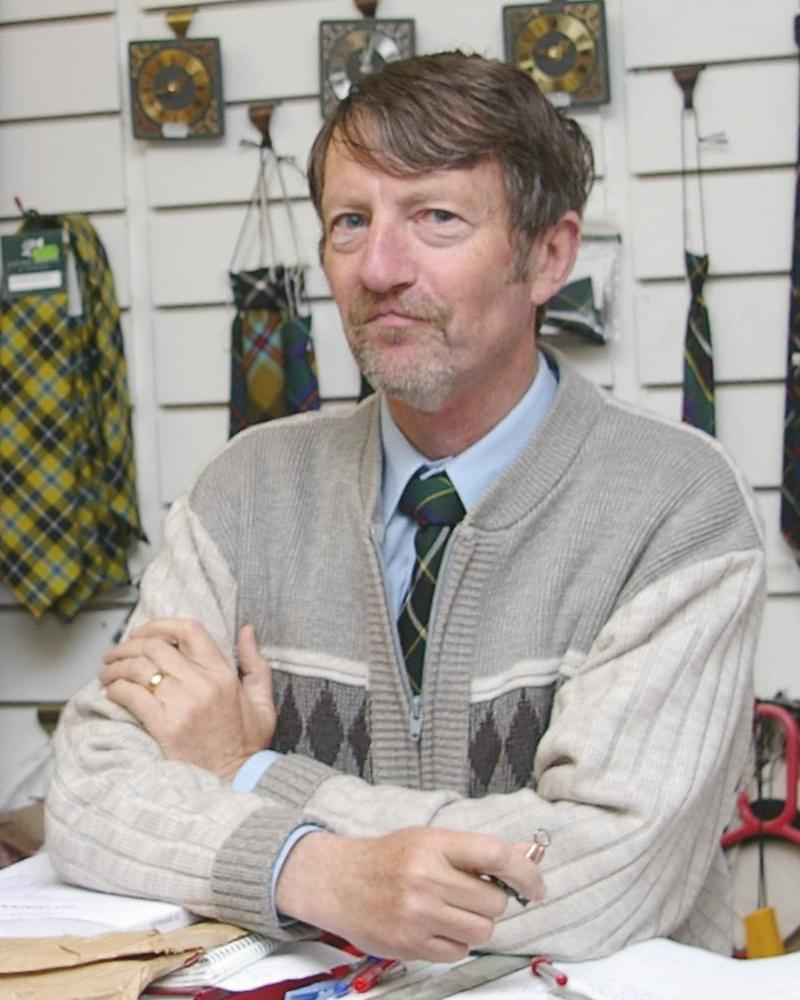
Il linguista e scrittore Ken George (Profus an Mortyd).
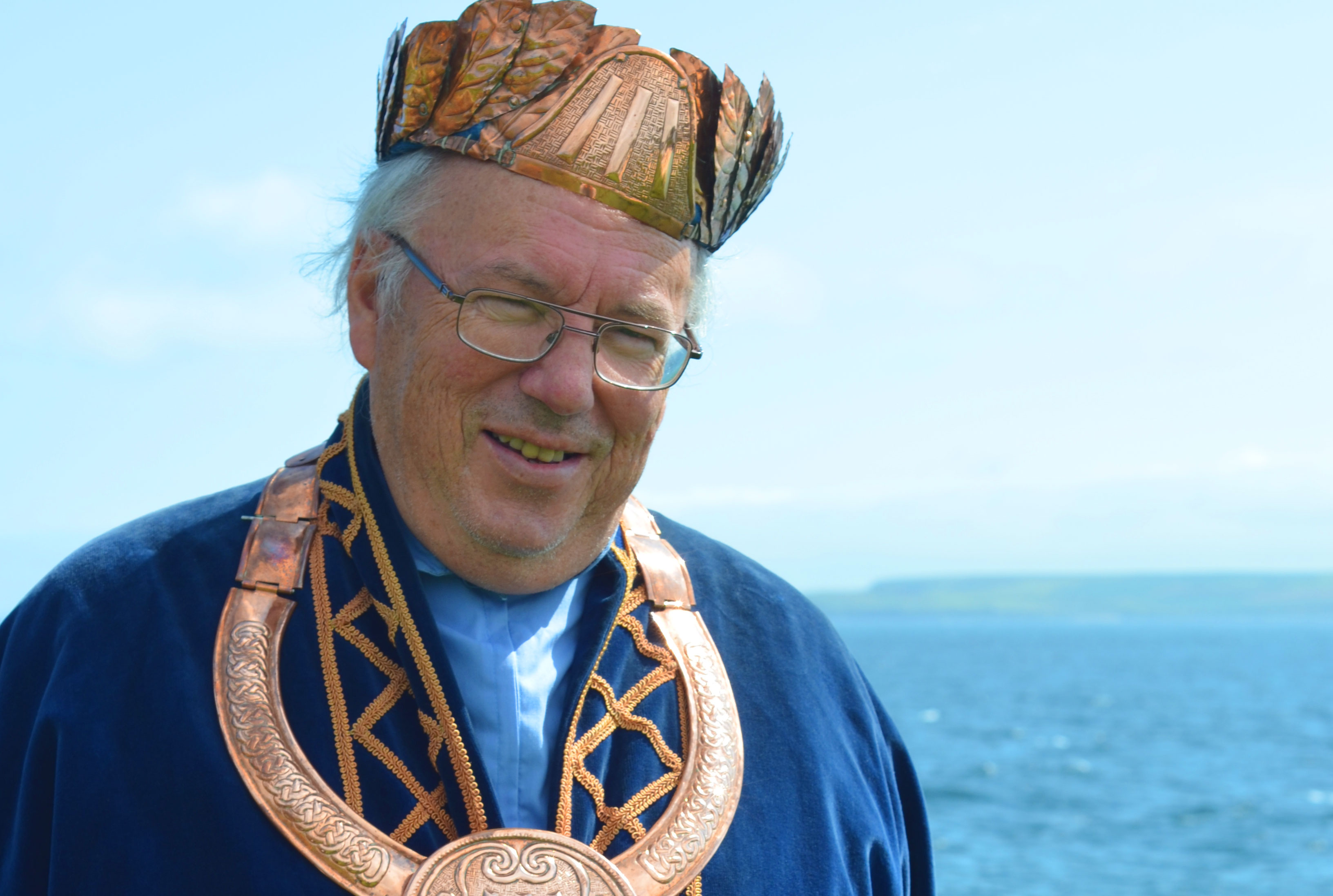
Il poeta Mick Paynter (Skogynn Pryf).
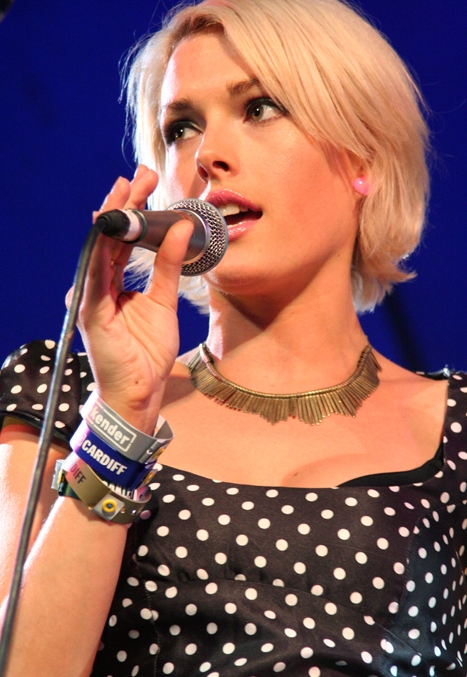
La cantautrice Gwenno Saunders (Gwenno).
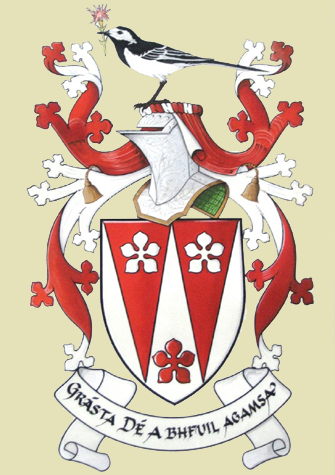
Stemma araldico del linguista e traduttore Nicholas J.A. Williams (Golven).

### Antologie
- Tim Saunders (editor), The Wheel. An Anthology of Modern Poetry in Cornish 1850-1980, London, Francis Boutle, ISBN 978-0-953238-87-3
- Tim Saunders (editor), Nothing Broken. Recent Poetry in Cornish, London, Francis Boutle, ISBN 978-1-903427-30-9

### Storia della letteratura
- Peter Berresford Ellis, The Revivalists, in: P. Berresford Ellis, The Cornish Language and Its Literature, London, Routledge & Keagan Paul, 1974, Chapter Seven, pp. 147-176
- Brian Murdoch, Nebbaz Gerriau... Survivals and Revivals, in: B. Murdoch, Cornish Literature, Cambridge, D.S. Brewer, 1993, Chapter Six, pp. 127-150

## Voci correlate

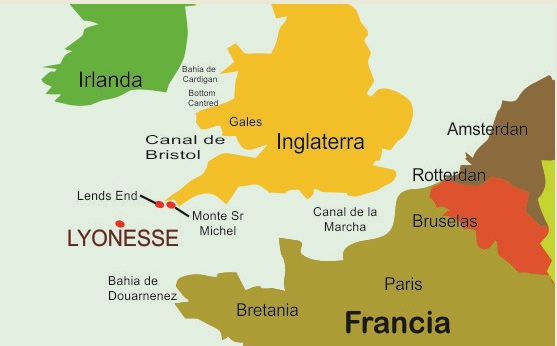
Ubicazione della leggendaria città perduta di Lyonesse, al largo della Cornovaglia, luogo di ambientazione di alcuni romanzi di Craig Weatherhill